# France aux Jeux olympiques d'été de 1968
L'équipe de France olympique participe aux Jeux olympiques d'été de 1968 à Mexico. Elle y remporte quinze médailles : sept en or, trois en argent et cinq en bronze, se situant à la sixième place des nations au tableau des médailles. La nageuse Christine Caron est le porte-drapeau d'une délégation française comptant 172 sportifs (147 hommes et 25 femmes).

## Bilan général
| Place | Sport      | Médaille d'or, Jeux olympiques | Médaille d'argent, Jeux olympiques | Médaille de bronze, Jeux olympiques | Total |
| 1     | Cyclisme   | 4                              | 0                                  | 1                                   | 5     |
| 2     | Équitation | 1                              | 1                                  | 0                                   | 2     |
| 3     | Escrime    | 1                              | 0                                  | 1                                   | 2     |
| 3     | Athlétisme | 1                              | 0                                  | 1                                   | 2     |
| 5     | Lutte      | 0                              | 2                                  | 0                                   | 2     |
| 6     | Natation   | 0                              | 0                                  | 1                                   | 1     |
| 6     | Pentathlon | 0                              | 0                                  | 1                                   | 1     |
| Total | Total      | 7                              | 3                                  | 5                                   | 15    |

## Liste des médaillés français

### Médailles d'or

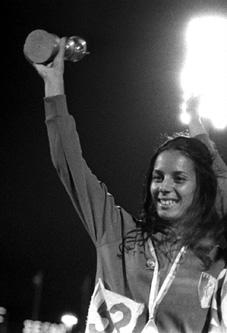
Colette Besson après sa victoire en 400 m.

| Sport              | Discipline              | Sportifs                                                                        | Performance |
| Médailles d'or : 7 |                         |                                                                                 |             |
| Athlétisme         | 400 m (F)               | Colette Besson                                                                  | 52 s 0      |
| Cyclisme sur piste | Vitesse (H)             | Daniel Morelon                                                                  |             |
| Cyclisme sur piste | km contre la montre (H) | Pierre Trentin                                                                  |             |
| Cyclisme sur piste | Tandem (H)              | Daniel Morelon Pierre Trentin                                                   |             |
| Cyclisme sur piste | Poursuite (H)           | Daniel Rebillard                                                                |             |
| Équitation         | Concours complet        | Jean-Jacques Guyon                                                              |             |
| Escrime            | Fleuret par équipes (H) | Gilles Berolatti Jacques Dimont Jean-Claude Magnan Christian Noël Daniel Revenu |             |

### Médailles d'argent
| Sport                  | Discipline                   | Sportifs                                               | Performance |
| Médailles d'argent : 3 |                              |                                                        |             |
| Équitation             | Saut d’obstacles par équipes | Pierre Jonquères d'Oriola Janou Lefèbvre Marcel Rozier |             |
| Lutte                  | Libre 74 kg (H)              | Daniel Robin                                           |             |
| Lutte                  | Gréco-romaine 74 kg (H)      | Daniel Robin                                           |             |

### Médailles de bronze
| Sport                   | Discipline              | Sportifs                                                      | Performance |
| Médailles de bronze : 5 |                         |                                                               |             |
| Athlétisme              | 4 x 100 m (H)           | Roger Bambuck Jocelyn Delecour Gérard Fenouil Claude Piquemal | 38 s 4      |
| Cyclisme sur piste      | Vitesse (H)             | Pierre Trentin                                                |             |
| Escrime                 | Fleuret (H)             | Daniel Revenu                                                 |             |
| Pentathlon moderne      | Épreuve par équipes (H) | Raoul Gueguen Jean-Pierre Giudicelli Lucien Guiguet           |             |
| Natation                | 400 m nage libre (H)    | Alain Mosconi                                                 |             |

## Engagés français par sport

### Athlétisme
| Épreuve          | Hommes                                                                                                | Femmes                                                                                       |
| ---------------- | --- | -------------------------------------------------------------------------------------------- |
| 100 m            | Roger Bambuck : finale (5e place) Gérard Fenouil : 1/2 finale Jocelyn Delecour : 1/4 de finale        | Gabrielle Meyer : 1/4 de finale Sylviane Telliez : séries                                    |
| 200 m            | Roger Bambuck : finale (5e place) Jacques Carette : 1/4 de finale                                     | Nicole Montandon : finale (5e place) Sylviane Telliez : séries                               |
| 400 m            | Gilles Bertould : 1/4 de finale Jean-Claude Nallet : 1/2 finale Christian Nicolau : 1/4 de finale     | Colette Besson : Médaille d'or (52 s 0) · Monique Noirot : 1/2 finale                        |
| 800 m            | Jean-Pierre Dufresne : 1/2 finale Gilles Sibon : séries                                               | Maryvonne Dupureur : finale (8e place)                                                       |
| 1 500 m          | Claude Nicolas : 1/2 finale Jacky Boxberger : finale (6e place)                                       |                                                                                              |
| 5 000 m          | Jean Wadoux : finale (9e place)                                                                       |                                                                                              |
| Marathon         | René Combes : abandon Guy Texereau : abandon                                                          |                                                                                              |
| 50 km marche     | Henri Delerue : 21e                                                                                   |                                                                                              |
| 110 m haies      | Marcel Duriez : finale (7e place) Pierre Schoebel : finale (8e place)                                 |                                                                                              |
| 400 m haies      | Robert Poirier : 1/2 finale                                                                           |                                                                                              |
| 3 000 m steeple  | Jean-Paul Villain : finale (9e place) Guy Texereau : abandon en séries                                |                                                                                              |
| 4 x 100 m        | Gérard Fenouil, Jocelyn Delecour, Claude Piquemal, Roger Bambuck : Médaille de bronze (38 s 4)        |                                                                                              |
| 4 x 400 m        | Jean-Claude Nallet, Jacques Carette, Gilles Bertould, Jean-Pierre Boccardo : finale (8e place)        | Michèle Alayrangues, Gabrielle Meyer, Nicole Montandon, Sylviane Telliez : finale (8e place) |
| Saut en hauteur  | Robert Sainte-Rose : finale (9e place) Henry Elliott : qualifications Mahamat Idriss : qualifications | Ghislaine Barnay : finale (9e place) Nicole Denise : qualifications                          |
| Saut à la perche | Hervé d'Encausse : finale (7e place)                                                                  |                                                                                              |
| Saut en longueur | Jack Pani : finale (7e place) Gérard Ugolini : finale (16e place) Jean Cochard : qualifications       |                                                                                              |
| Lancer du poids  | Pierre Colnard : finale (9e place) Arnjolt Beer : qualifications                                      |                                                                                              |
| Pentathlon       | | Monique Bantégny : 15e place                                                                 |
| Décathlon        | Charlemagne Anyamah : abandon                                                                         |                                                                                              |

### Aviron
- Patrick van den Brouck
- Gilbert Vallanchon
- Joseph Szostak
- André Sloth
- Patrick Sellier
- Jean-Marc Porte
- Yvon Petit
- Richard Lippi
- Jean le Goff
- Roger Jouy
- Jean-Pierre Grimaud
- Jean Freslon
- Yves Fraisse
- Yannick Fave
- Jean-Pierre Drivet
- Roger Chatelain
- Michel Beissière

### Boxe
- Albert Menduni
- Yvon Mariolle
- Bernard Malherbe
- Aldo Cosentino
- Dominique Azzaro
- Jean-Paul Anton

### Canoé-kayak
- Claude Picard
- Jean-François Millot
- Albert Mayer
- Jean-Pierre Cordebois
- Bernard Bouffinier
- Jean Boudehen

### Cyclisme
- Alain Vasseur
- Alain Van Lancker
- Jean-Pierre Paranteau
- Jacques Mourioux
- Claude Lechatellier
- Daniel Ducreux
- Bernard Darmet
- Jean-Pierre Danguillaume
- Robert Bouloux
- Jean-Pierre Boulard
- Stéphane Abrahamian
- Daniel Rebillard
- Daniel Morelon
- Pierre Trentin

### Équitation
- Jean Sarrazin
- Jean-Louis Martin
- André Le Goupil
- Marcel Rozier
- Janou Lefèbvre
- Pierre Jonquères d'Oriola
- Jean-Jacques Guyon

### Escrime
- Bernard Vallée
- Catherine Rousselet-Ceretti
- Jean-Ernest Ramez
- Marcel Parent
- Serge Panizza
- Annick Level
- Jacques Ladègaillerie
- François Jeanne
- Claudie Herbster-Josland
- Brigitte Gapais-Dumont
- Marie-Chantal Depetris-Demaille
- Claude Bourquard
- Yves Boissier
- Claude Arabo
- Jean-Pierre Allemand
- Christian Noël
- Jean-Claude Magnan
- Jacques Dimont
- Gilles Berolatti
- Daniel Revenu

### Football
- Freddy Zix
- Michel Verhoeve
- Charles Teamboueon
- Henri Ribul
- Gilbert Planté
- Daniel Perrigaud
- Michel Parmentier
- Jean Lempereur
- Alain Laurier
- Jean-Michel Larqué
- Daniel Horlaville
- Jean-Louis Hodoul
- Gérard Hallet
- Dario Grava
- Bernard Goueffic
- Guy Delhumeau
- Michel Delafosse
- Marc-Kanyan Case

### Gymnastique
- Michel Bouchonnet, 54e du concours général
- Christian Deuza
- Dominique Lauvard
- Jacqueline Brisepierre, 7e par équipe
- Françoise Nourry
- Évelyne Letourneur
- Christian Guiffroy
- Mireille Cayre
- Nicole Bourdiau

### Haltérophilie
- Alfred Steiner
- Rolf Maier
- Roger Levecq
- Pierre Gourrier
- Jean-Paul Fouletier

### Hockey sur gazon
- Michel Windal
- Claude Windal
- Philippe Vignon
- Gilles Verrier
- Albert Vanpoulle
- Jean-Paul Sauthier
- Charles Pous
- Jean-Paul Petit
- Alain Pascarel
- Jean-Claude Merkes
- Stéphane Joinau
- Georges Grain
- Richard Dodrieux
- Georges Corbel
- Marc Chapon
- Jean-Paul Capelle
- Patrick Burtschell
- Bernard Arlin

### Lutte
- Raymond Uytterhaeghe
- Guy Marchand
- André Gaudinot
- Daniel Robin

### Natation
- Michel Rousseau
- Jean-François Ravelinghien
- Gilles Moreau
- Dominique Mollier
- Claude Mandonnaud
- Francis Luyce
- Gérard Letast
- Marie-José Kersaudy
- Simone Hanner
- Bernard Gruener
- Catherine Grosjean
- Bénédicte Duprez
- Danièle Dorléans
- Kiki Caron
- Sylvie Canet
- Alain Mosconi

### Pentathlon moderne
- Lucien Guiguet
- Raoul Gueguen
- Jean-Pierre Giudicelli

### Tir
- Louis Vignaud
- Alain Plante
- André Noël
- Paul Musso
- Jean-Luc Loret
- Jean-Paul Faber
- Michel Carrega
- Pierre Candelo

### Voile
- Bruno Troublé
- Roger Tiriau
- Philippe Soria
- Bertrand Cheret
- Gilles Buck
- Michel Briand
- Pierre Breteche
- Pierre Blanchard
- Michel Alexandre